# Anima (zbroja)
Anima – rodzaj półzbroi, najprawdopodobniej przeznaczonej dla oficerów floty wojennej w XVI w.
Posiadała charakterystyczną konstrukcję w całości złożoną z zachodzących na siebie folg, zapewniając tym samym dużą swobodę ruchów. Jej głównym elementem był folgowany kirys, jako elementy dodatkowe stosowano również fartuch, taszki i naramienniki. Powstała we Włoszech ok. 1530 r. szczególną popularność zdobywając w Wenecji i Francji. Wywarła również znaczny wpływ na kształtowanie się w Polsce zbroi husarskiej oraz analogicznych pancerzy na Węgrzech i w Austrii. 